# Rue Charles-Marie-Widor
La rue Charles-Marie-Widor est une voie du 16e arrondissement de Paris, en France.

## Situation et accès
Longue de 60 mètres, elle commence au 86, rue Chardon-Lagache et finit au 77 bis, rue Boileau.

## Origine du nom

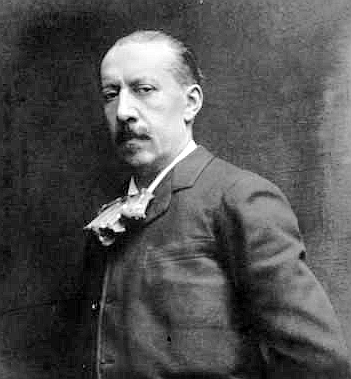
Le compositeur Charles-Marie Widor.

Elle est nommée en l'honneur de l'organiste et compositeur français Charles-Marie Widor (1844-1937).

## Historique
Cette voie, qui est tracée sur le plan cadastral de 1823 de l'ancienne commune d'Auteuil, est appelée « rue des Clos » et « avenue des Clos ».
Classée dans la voirie parisienne par le décret du 23 mai 1863, elle est renommée en 1864 « rue Claude-Lorrain » (cette rue englobant par la suite l'ancienne allée du Cimetière). Une partie de la rue de la rue Claude-Lorrain est détachée pour prendre sa dénomination actuelle par un arrêté du 8 juin 1946.

## Bâtiments remarquables et lieux de mémoire

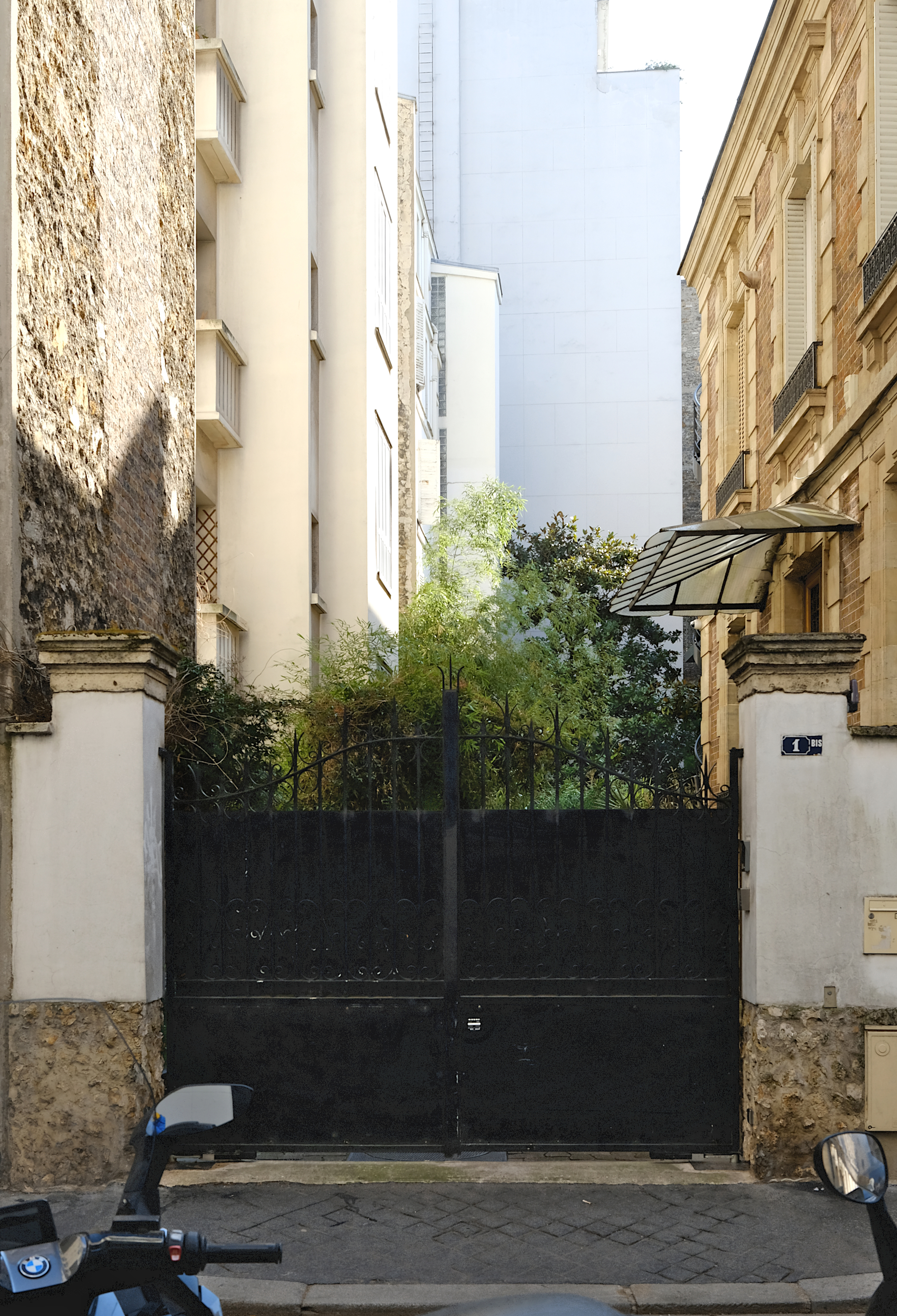
N°1 bis.
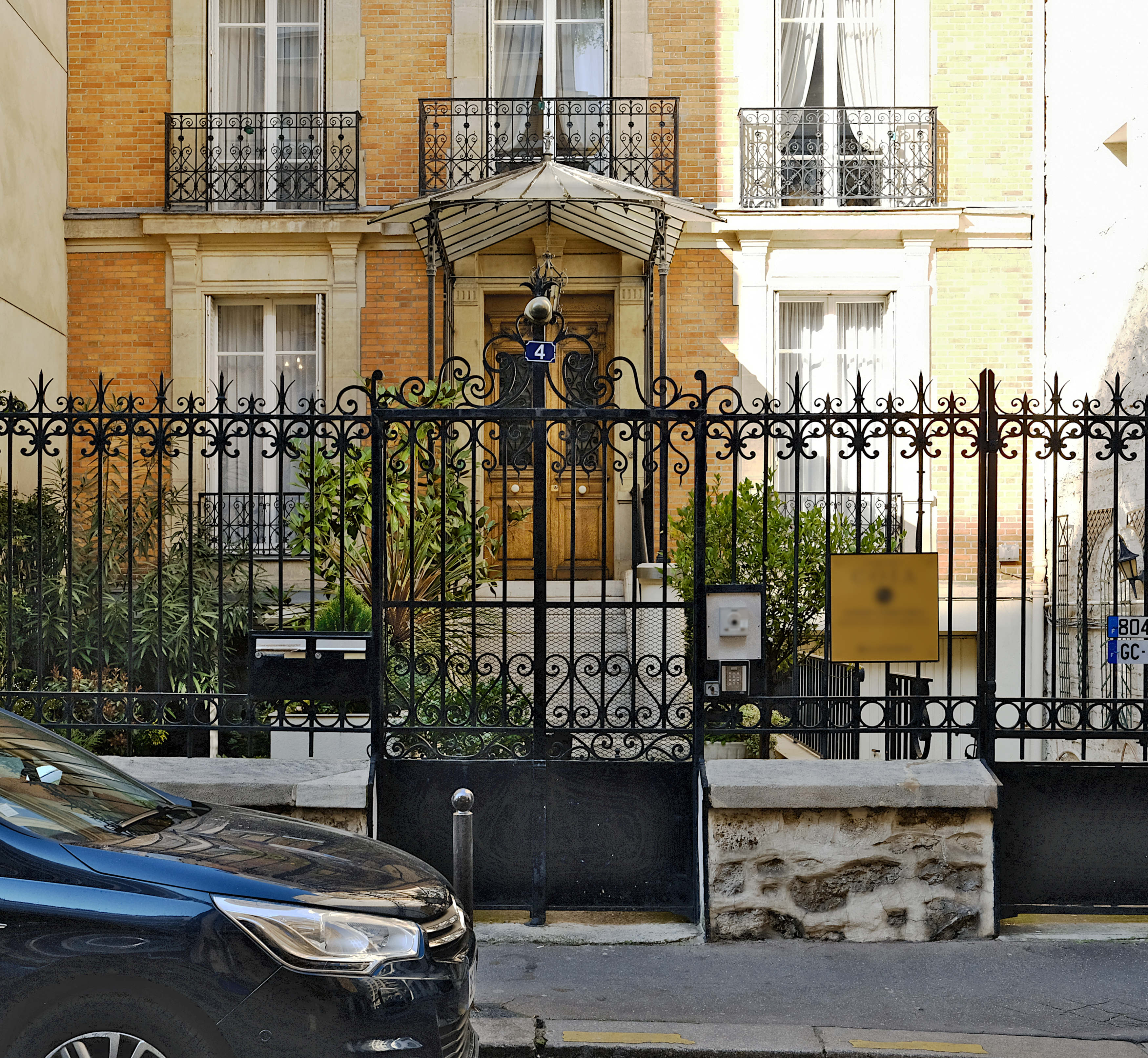
N°4.
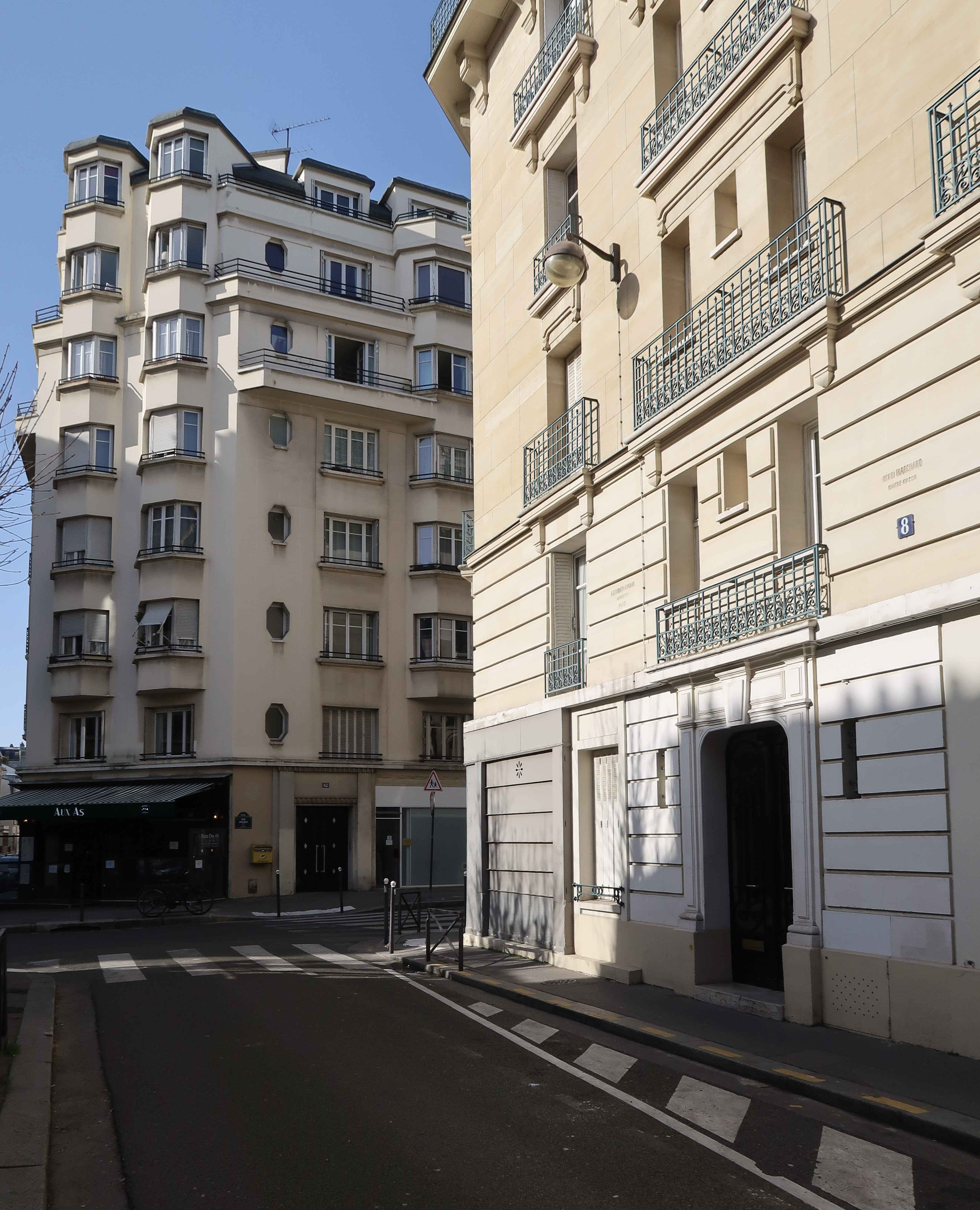
N°8 : au croisement avec la rue Boileau.